# Cuore di mamma (film 1954)
Cuore di mamma è un film del 1954 diretto da Luigi Capuano.

## Trama
La signora Eleonora Manieri, ex cantante lirica, dal giorno in cui è rimasta vedova, conduce vita ritirata. Due giovani popolani, Fortuna Carrino e il di lei fidanzato, Stefano Accardi, sono, insieme al commissario di pubblica sicurezza, le uniche persone che frequentano la sua casa. Un giorno arriva a Capri anche il di lei figliastro, Danny Alesco (figlio di primo letto del marito defunto), un giovane di gradevole aspetto, ma di vita scioperata e disonesta, venuto col preciso scopo di impadronirsi dei ricchi gioielli della matrigna. Per aiutarlo nell'impresa è venuta in precedenza una sua complice, Lucienne, la quale circuisce Stefano, che inconsciamente le fa la corte, e lo stacca da Fortuna. In tal modo ella riesce a compromettere il giovane, al quale viene attribuita la responsabilità del furto dei gioielli, commesso nel frattempo da Danny. Questi ha scoperto per caso che Fortuna è figlia della matrigna, che ritrovatala dopo averla perduta molti anni prima non ha voluto turbare la pace della figliola togliendola alla famiglia adottiva che l'aveva amorevolmente allevata. Danny pensa di trarre profitto dalla scoperta; ma tutto è inutile, perché un abile segugio del commissariato è riuscito a scoprire che Danny è l'autore del furto e Lucienne è la sua complice. I due vengono arrestati: Stefano, rimesso in libertà, corre a riabbracciare Fortuna.

## Produzione
Il film rientra nel filone dei melodrammi sentimentali, comunemente detto strappalacrime, (in seguito ribattezzato dalla critica con il termine neorealismo d'appendice), molto in voga tra il pubblico italiano in quegli anni, amalgamato ad elementi polizieschi.

## Distribuzione
La pellicola venne distribuita nel circuito cinematografico italiano a partire dal 24 settembre 1954.

## Accoglienza
Il film fu l'84º incasso della stagione cinematografica italiana 1954-1955.